# Чепмен, Герберт
Ге́рберт Че́пмен (англ. Herbert Chapman, 19 января 1878, Кивитон-Парк, Саут-Йоркшир — 6 января 1934, Хендон, Миддлсекс) — английский футболист и тренер. Обладатель большого числа трофеев. Создатель тактической схемы «дубль-вэ» (3-2-5).
Игровая карьера Чепмена была не слишком удачной, как игрок он не выиграл ни одного турнира, сменил большое число клубов разного уровня, нигде не задерживаясь надолго. Первые успехи к нему пришли, когда он был играющим тренером, а затем и просто тренером клуба «Нортгемптон Таун» — команда выиграла Южную лигу. Затем он работал с «Лидс Сити», однако там каких-либо успехов не добился. Во главе клубов «Хаддерсфилд Таун» и «Арсенал» Чепмен достиг высоких результатов, по нескольку раз выиграв чемпионат, Кубок и Суперкубок Англии.

## Биография

### Начало
Герберт Чепмен родился 19 января 1878 года в деревне Кивитон-Парк под Ротеремом, в семье шахтёра. Помимо него, в семье было ещё десять детей. Двое из них стали впоследствии футболистами: Гарри играл за несколько команд, наибольших успехов добился в составе «Шеффилд Уэнсдей», став двукратным чемпионом Англии и обладателем кубка страны; Том играл за «Гримсби Таун». Ещё один брат, Мэттью, впоследствии был директором «Гримсби». В юности Герберт изучал горное дело в Шеффилдском техническом колледже.

### Игровая карьера
Игровая карьера Чепмена была не слишком примечательна, значительную часть карьеры он провёл в любительских клубах; зачастую выбор им команды обусловливался возможностью найти подходящую работу поблизости. Чепмен действовал на позиции правого инсайда (оттянутого форварда). В юношестве он играл за команду своей деревни, «Кивитон Парк Коллиери». В 1895 году он покинул родной дом и переехал в Эштон-андер-Лайн, где играл за местную любительскую команду «Эштон Норт Энд», затем выступал за «Стейлибридж Роверс» и «Рочдейл». Все три клуба играли в Ланкаширской лиге.
В 1898 году Чепмен перешёл в клуб Второго дивизиона Футбольной лиги «Гримсби Таун», где выступал его брат Том. «Гримсби» начал сезон плохо — к середине сезона команда находилась в конце таблицы, а в Кубке Англии была разгромлена «Престоном» со счётом 0:7. Во второй половине сезона 1898/99 команде удалось наладить игру и выйти на итоговое 10-е место. Однако к этому времени Чепмен, которого до этого перевели на неподходящую для него позицию центрфорварда, на которой ему не удалось себя проявить, был отчислен из команды. Некоторое время он находился в составе команды «Суиндон Таун», выступавшей в одной из низших лиг, однако покинул команду, проведя лишь три игры (в которых он забил два мяча), причиной ухода стало то, что он не смог найти работу в Суиндоне и окрестностях. В сезоне 1899/1900 Чепмен выступал в составе аутсайдера Южной лиги, клуба «Шеппи Юнайтед». Он стал лучшим бомбардиром команды по итогам сезона, однако в конце сезона получил травму, к тому же ему так и не удавалось найти работу. Разочарованный, он вернулся домой, а перед началом сезона 1900/01 присоединился к команде «Уорксоп Таун», выступавшей в Лиге центральных графств (Midland League), одновременно продолжая образование в Old Firth College в Шеффилде.
В основном он играл за резервный состав «Уорксопа», в основной же команде появлялся изредка. В одном из этих немногочисленных матчей его заметило руководство клуба-соперника — «Нортгемптон Таун» — и предложило ему контракт. Подписав контракт с «Нортгемптоном», Чепмен стал профессиональным футболистом. Он провёл в этом клубе сезон 1901/02, сыграв 22 матча и забив в них 14 мячей — больше, чем кто-либо из его товарищей по команде. Своей игрой в кубковом матче с «Шеффилд Юнайтед» он обратил на себя внимание руководства шеффилдского клуба, и по окончании сезона Чепмен перешёл в этот клуб, где выступал в статусе любителя. За «Юнайтед», выступавший тогда в высшем английском дивизионе, он провёл 22 игры и забил 2 гола, но не сумел удержаться в составе и был продан за 300 фунтов стерлингов в «Ноттс Каунти». В ноттингемской команде, выступавшей также в высшем дивизионе, он провёл сезон 1903/04, сыграв лишь 7 матчей и забив 1 мяч. Сезон 1904/05 он провёл в аренде в «Нортгемптоне» в одном из низших дивизионов. В 1905 году за 70 фунтов стерлингов перешёл в «Тоттенхэм Хотспур», выступавший в то время в Южной лиге. За «Тоттенхэм» он провёл два сезона; в первом из них он играл регулярно и забил 11 мячей, а во втором потерял место в составе и отметился всего тремя мячами.
В 1907 году, незадолго до того, как покинуть «Тоттенхэм», Чепмен рекомендовал своего товарища по команде Уолтера Булла в качестве нового тренера клуба «Нортгемптон», за который ранее играл сам. Однако Булл отказался и в свою очередь рекомендовал на эту должность Чепмена. В итоге Чепмен возглавил «Нортгемптон», став играющим тренером.

### Тренерская карьера

#### «Нортгемптон Таун»
До прихода Чепмена «Нортгемптон» дважды подряд финишировал в нижней половине таблицы Южной лиги. Герберту удалось за короткое время сделать клуб совсем другим. В то время редко можно было говорить об использовании командами какой-либо тактики, по этому поводу Чепмен позже заметит: «Не было сделано попыток организовать победу. Главное, что я помню, — это „общение“ между двумя людьми, играющими на одном фланге». Чепмен стремился изменить это. После того, как «Нортгемптон» проиграл «Норвич Сити» несмотря на доминирование, Чепмен сделал вывод, что «команда атаковала слишком долго». Он начал создавать тактическую схему: согласно ей, полузащитники оттягивались назад, давая больше простора форвардам и борясь с защитниками противника вне штрафной. Постепенно его команда начала играть в хорошо организованный атакующий футбол, отличавшийся от общепринятых схем и весьма эффективный. После победы «Нортгемптона» над «Суиндон Таун» (4:1) один из лидеров побеждённых, игрок сборной Англии Гарольд Флеминг сказал Чепмену: «У вас есть нечто большее, чем команда. У вас есть машина.»
Чепмен предложил руководству приобрести нескольких новых игроков. Были приобретены игрок сборной Уэльса Эдвин Ллойд-Дэвис, вингер Фред Макдиармид и плеймейкер Дэвид Маккартни. В сезоне 1907/08, ставшем для Чепмена первым в роли играющего тренера, клуб финишировал на 8-м месте в Южной лиге. Перед новым сезоном у «Ковентри Сити» был куплен инсайд Альберт Льюис. В сезоне 1908/09 тактические и стратегические новинки вкупе с удачной трансферной политикой принесли свои плоды — команда выиграла первенство Южной лиги. Этот же сезон стал последним для Чепмена как футболиста — в январе 1909 года он провёл свой последний матч, против «Уотфорда». Чепмен проявил себя и как мастер поиска талантливых футболистов, в частности пригласив в клуб будущего игрока сборной Англии Фанни Уэлдена. В качестве чемпиона Южной лиги «Нортгемптон» получил право играть в Суперкубке Англии 1909 года, однако с чемпионом страны, «Ньюкасл Юнайтед», команда справиться не смогла и уступила 0:2. Чепмен провёл в «Нортгемптоне» ещё три сезона, в течение которых команде не удалось повторить победный результат, однако клуб стабильно оставался одним из сильнейших в Южной лиге, финишировав соответственно четвёртым, вторым и третьим. Команда доказала свою силу и в Кубке Англии, выбив из розыгрыша один из лучших клубов высшего дивизиона, «Шеффилд Уэнсдей» (1:0), и навязав упорную борьбу таким клубам высшего дивизиона, как «Ноттингем Форест» и «Ньюкасл Юнайтед», в противостоянии с обоими сведя первые матчи вничью и уступив 0:1 в переигровках. Чепмен хотел, чтобы его команда играла в Футбольной лиге, среди профессионалов, но сделать это было весьма сложно — Южная лига была отдельной от Футбольной лиги организацией, и победитель Южной лиги оставался на следующий год в ней же, то есть возможности пройти в Футбольную лигу по спортивному принципу не было. Чепмен предлагал дополнить структуру лиг двумя новыми дивизионами так, чтобы вместо двух имевшихся дивизионов Футбольной лиги появилось четыре, с автоматическим повышением и понижением в классе, но это предложение не нашло тогда поддержки и было воплощено лишь через несколько лет. В 1912 году Герберт получил предложение возглавить клуб Второго дивизиона Футбольной лиги «Лидс Сити».

#### «Лидс Сити»
В сезоне 1911/12, перед приходом Чепмена, «Лидс Сити» занял 19-е место из 20-ти команд Второго дивизиона, и клубу предстояло пройти процедуру рассмотрения вопроса о переизбрании в число членов Футбольной лиги. Чепмен сыграл наиболее важную роль в лоббировании решения, согласно которому клуб был не исключён из лиги, но допущен к следующему розыгрышу. Затем Чепмен приобрёл в клуб инсайда Джимми Спейрса из «Брэдфорд Сити» — автора победного мяча в финале Кубка Англии 1910/11. Команда Чепмена ярко провела сезон 1912/13, забив 70 мячей, что стало вторым результатом в дивизионе, и выиграв два матча со счётом 5:1, однако ей не хватило стабильности (так, между двумя упомянутыми крупными победами имело место поражение со счётом 0:6), и «Лидс» занял лишь шестое место в лиге. Команда играла в красивый атакующий футбол, и это нравилось болельщикам — средняя посещаемость «Элланд Роуд» по ходу сезона выросла с 8,5 тыс. до 13 тыс. зрителей. В следующем сезоне команда усилила игру в защите и поднялась на 4-е место, ей не хватило двух очков до 2-го места, дававшего право на выход в высший дивизион. Таким образом, выполнить данное им обещание вывести команду в высший дивизион за два года Чепмен не смог; однако посещаемость стадиона и прибыль, приносимая клубом, росли, и руководство клуба было довольно работой Герберта. В сезоне 1914/15 команда потерпела неудачу, провалив концовку (шесть поражений в восьми последних матчах лиги) и заняв в итоге 15-е место. К тому времени посещаемость матчей резко упала по причине начала Первой мировой войны, и клуб терпел убытки. В команде накопилось слишком много футболистов, и Чепмен никак не мог определиться со стартовым составом, постоянно меняя его. Оставшиеся три года войны общеанглийских лиговых соревнований не проводилось, «Лидс Сити», как и все команды, играл в региональных турнирах. Многие игроки ушли на войну, некоторые покинули футбол по причине резкого снижения зарплат, в командах играли «игроки-гости», переходившие из команды в команду. Чепмен отошёл на это время от руководства клубом, решив помочь родине в войне и заняв пост управляющего фабрикой боеприпасов Барнбоу, находившейся близ пригорода Лидса Кросс-Гейтс. Административные функции в «Лидс Сити» были возложены на его помощника Джорджа Криппса, а председатель клуба Джозеф Коннор и ещё один человек из руководства занимались работой с командой.
После окончания войны, в ноябре 1918 года, Чепмен оставил пост управляющего фабрикой и вернулся к делам в «Лидс Сити», но уже в декабре того же года внезапно покинул клуб и переехал в Селби, что близ Йорка, где стал руководителем работ по добыче угля и нефти. Причин ухода он не назвал. Осенью 1919 года, вскоре после возобновления соревнований Лиги, один из бывших игроков «Лидса», Чарли Коупланд, обвинил команду в финансовых нарушениях, в том числе в незаконных выплатах игрокам-«гостям» в военное время. Доказательства этих обвинений представлены не были, однако клуб отказался предоставить властям доступ к своим финансовым документам, и это сочли признаком вины. В октябре 1919 года после восьми проведённых «Лидсом» во Втором дивизионе игр клуб был исключён из Футбольной лиги, а пять его руководителей, включая Чепмена, отстранены от футбола пожизненно. Клуб был расформирован, игроки распроданы с аукциона, на его базе был создан клуб «Лидс Юнайтед», чьим домашним стадионом также стал «Элланд Роуд».

#### «Хаддерсфилд Таун»
В то время, когда Чепмена дисквалифицировали, он продолжал работать в Селби, но в декабре 1920 года компания, проводившая работы, сменила владельца, и Чепмен был уволен. Вскоре клуб высшего дивизиона «Хаддерсфилд Таун» пригласил Чепмена на должность помощника главного тренера команды, Эмброуза Лэнгли, который до того играл вместе с братом Герберта, Гарри, в «Шеффилд Уэнсдей». Руководство «Хаддерсфилда» помогло Чепмену добиться снятия дисквалификации, в его оправдание говорилось, что в то время, когда имели место финансовые злоупотребления, Герберт работал на фабрике Барнбоу и не мог знать о происходящем в клубе. Дисквалификация была снята, и 1 февраля 1921 года Чепмен был назначен помощником Лэнгли. Вскоре Чепмен стал главным тренером (по тогдашней терминологии, секретарём-менеджером). Им были приобретены опытный Клем Стивенсон, который стал затем капитаном команды, руководимой Чепменом, и никому не известный юноша Джордж Браун, который затем станет лучшим бомбардиром в истории «Хаддерсфилда». В сезоне 1920/21, который клуб заканчивал под руководством Чепмена, он стал 17-м из 22-х клубов. Сезон 1921/22 «Хаддерсфилд» также провёл в борьбе за выживание, став в итоге 14-м, однако в этом сезоне команда выиграла Кубок Англии, первый крупный трофей в своей истории, обыграв в финале «Престон Норт Энд» со счётом 1:0 благодаря голу вингера Билли Смита, который сыграет немаловажную роль и в дальнейших успехах клуба. В Суперкубке Англии 1922 года «Хаддерсфилд» также победил, обыграв со счётом 1:0 чемпиона страны «Ливерпуль».
Как и в «Нортгемптоне», тактика Чепмена в «Хаддерсфилде» была основана на сильной защите и быстрой игре на контратаках, с быстрыми короткими передачами, с замысловатыми перемещениями фланговых игроков, которые пасовали низом вглубь обороны соперника. Чепмен контролировал все футбольные дела в клубе, включая происходящее в резервных командах, которые играли по таким же схемам, как и основная команда, дабы резервистам, привлекаемым в основной состав, было проще в него вписаться. Герберт придавал большое значение разведке клуба, поиску игроков талантливых и подходящих под его тактические схемы. Благодаря доходам, которые принесла победа в кубке, «Хаддерсфилд Таун» смог купить нескольких новых игроков, таких как Тед Тэйлор, ставший вратарём сборной Англии, и форварды Чарли Уилсон и Джордж Кук.
В сезоне 1922/23 «Хаддерсфилд Таун» занял третье место в лиге, а в сезоне 1923/24 впервые в своей истории стал чемпионом лиги, опередив «Кардифф Сити» по дополнительным показателям. В сезоне 1924/25 команда успешно отстояла титул, хотя по ходу сезона испытывала серьёзные проблемы: после яркого старта, осенью команда опустилась на девятое место, получил травму вратарь Тэйлор, вместо которого был куплен Билли Мерсер, затем же «Хаддерсфилд» успешно прорвался на первое место, выдав серию ярких матчей, с одинаково успешной игрой в защите и в атаке, и в итоге на два очка опередил второго призёра, команду «Вест Бромвич Альбион».

#### «Арсенал»
Сезон 1924/25 подходил к концу, «Хаддерсфилд» шёл к своему второму титулу, а в это время в лондонском клубе «Арсенал», на тот момент являвшемся аутсайдером высшего дивизиона и не выигравшем ни одного крупного трофея, искали нового главного тренера (менеджера) взамен уволенного Лесли Найтона. Председатель «Арсенала» сэр Генри Норрис разместил в газете Athletic News следующее объявление: «Футбольный клуб „Арсенал“ открыт для претендентов на пост менеджера команды. Это должен быть опытный, обладающий высокой квалификацией человек с хорошими способностями и характером. Джентльмены, которые могут создать хорошую команду лишь при помощи вложения огромных средств, нам не нужны». Вскоре Чепмен откликнулся на это предложение, привлечённый как желанием работать в столице, в клубе со значительным числом болельщиков, а не в провинциальном йоркширском городке, так и вдвое большей зарплатой (две тысячи фунтов стерлингов вместо одной тысячи в «Хаддерсфилде»).

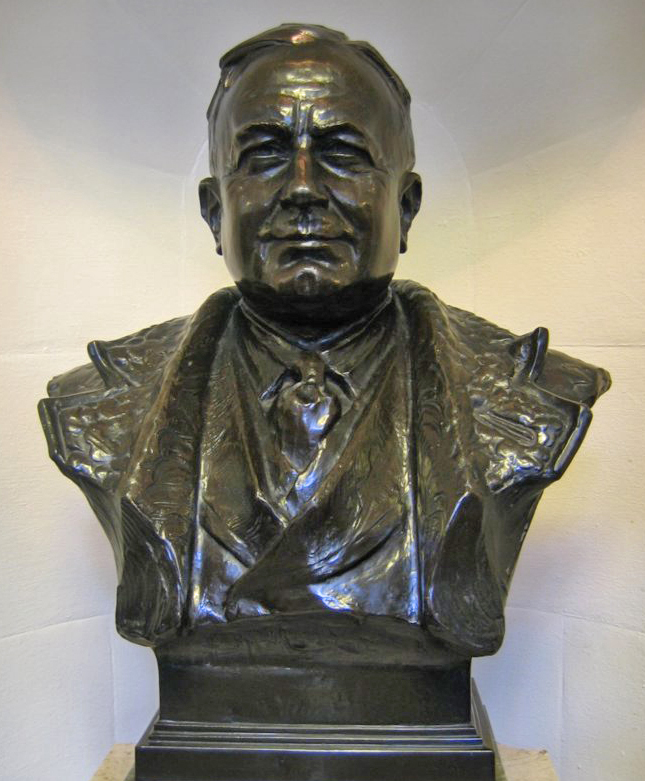
Бронзовый бюст Чепмена в холле стадиона «Эмирейтс», нынешней домашней арены «Арсенала».

Первым шагом Чепмена на посту тренера «Арсенала» стало приобретение у «Сандерленда» форварда Чарли Бакена, игрока сборной Англии, который является одним из лучших бомбардиров в истории «Сандерленда»; Чепмен назначил Бакена капитаном «Арсенала».
В июне 1925 года, вскоре после прихода Чепмена в «Арсенал», ФИФА изменила правило о положении «вне игры»: если ранее для того, чтобы форвард не находился в офсайде, перед ним должно быть находиться минимум три игрока, теперь было достаточно двоих; сделано это было ввиду роста количества искусственных офсайдов и, как следствие, снижения результативности. В результате поправки нападающие получили значительно бо́льшую свободу действий, чем ранее. Двух защитников было уже недостаточно. Идея, которую подал Бакен и воплотил Чепмен, состояла в том, чтобы оттянуть центрального полузащитника в центр обороны и играть в три защитника. Таким образом, на смену схеме 2-3-5 пришла схема 3-2-5, получившая также названия «W-M» и «дубль-вэ». «Арсенал» не был единственной командой, которая практиковала эту схему в начавшемся сезоне 1925/26 — пробовал оттягивать центрального хавбека в оборону и «Ньюкасл», разгромивший, кстати, в том сезоне «Арсенал» со счётом 7:0 (этим оттягиваемым у них был видный в те годы игрок Чарли Спенсер), подобную тактику практиковали «Тоттенхэм» и «Куинс Парк». Однако именно Чепмен смог лучше всего воплотить в жизнь эту идею, следуя тем же принципам, что и ранее — контратакующий футбол, играющие в пас вингеры и сильная защита.
В сезоне 1925/26 «Арсенал» стал вторым в лиге, уступив «Хаддерсфилду», бывшему клубу Чепмена, пять очков; так «Хаддерсфилд» стал первым клубом Англии, выигравшим два титула подряд. Оставшуюся часть 20-х годов «Арсенал» в основном пребывал в середине таблицы; Чепмен подыскивал нужных игроков для своей игровой системы, неторопливо следуя своему плану по достижению успеха. От того состава, что имелся при Найтоне, Чепмен оставил всего нескольких игроков, таких как Боб Джон, Альф Бейкер и Джимми Брейн. В феврале 1926 года он приобрёл вингера Джо Халма, который станет одним из лучших игроков клуба последующих лет, летом того же года были приобретены форвард Джек Лэмберт и защитник Том Паркер, последний позднее сменит Бакена в роли капитана. В сезоне 1926/27 «Арсенал», будучи середняком лиги, дошёл до финала Кубка Англии, где уступил 0:1 «Кардифф Сити» после того, как Хьюи Фергюсон воспользовался ошибкой голкипера Дэна Льюиса.
В 1927 году «Арсенал» оказался в центре скандала: проверка, проведённая Футбольной ассоциацией, показала, что Чарли Бакен тайно получал дополнительные выплаты и таким образом нарушался установленный лимит зарплат; через два года председатель клуба Генри Норрис был отстранён от футбола пожизненно; ни Чепмен, ни Бакен не понесли наказания. После дисквалификации Норриса первым лицом клуба стал Сэмуэль Хилл-Вуд, бывший более мягким руководителем, чем Норрис; при Хилл-Вуде влияние Чепмена в клубе возросло. Чепмен продолжал выстраивать команду, приобретя таких атакующих игроков, как Дэвид Джек, Алекс Джеймс и Клифф Бастин, и защитников Герби Робертса и Эдди Хэпгуда. При покупке Дэвида Джека случилась любопытная ситуация: «Болтон Уондерерс», за который играл Джек, запросил за него 13 тысяч фунтов, после чего Чепмен на переговорах хитростью напоил руководство «Болтона» и затем уговорил их уменьшить цену до 10 890 фунтов (однако и это стало рекордной на тот момент трансферной суммой).

Схема «дубль-ве», изобретённая Чепменом

В сезоне 1929/30 действия Чепмена по руководству клубом начали приносить успехи. Команда выиграла Кубок Англии, победив в финале «Хаддерсфилд» со счётом 2:0 благодаря голам Алекса Джеймса и Лэмберта. Впрочем, в чемпионате команда стала лишь 14-й. Суперкубок Англии 1930 года был выигран «Арсеналом», победившим со счётом 2:1 чемпиона страны, клуб «Шеффилд Уэнсдей», благодаря голам Халма и Джека. Это было начало эпохи доминирования «Арсенала» в английском футболе. К этому времени Чепмен довёл до совершенства свою игровую схему. Команда действовала на контратаках, практиковала быструю игру в пас. Центрфорварда Лэмберта поддерживали инсайды (оттянутые форварды) Джек и Джеймс, Бастин и Халм играли на флангах. Защитники команды играли глубоко, а когда соперник владел мячом, в оборону оттягивались и вингеры, таким образом, соперники встречались с массированной обороной из пяти человек. Как только «Арсенал» получал мяч — он тут же переводился на чужую половину поля (обычно атаку начинал центральный хавбек Герби Робертс), где оказывалось семь человек (пять форвардов и два вингера), которые проводили быструю и зачастую результативную контратаку. Система Чепмена требовала от игроков хорошей физической подготовки. В то время традиционной была тактика, при которой упор делался на владение мячом и дриблинг, тактика Чепмена была новшеством, и не все её принимали — одни обвиняли команду в том, что успехами она обязана везению, другие в скучной игре.
В сезоне 1930/31 «Арсенал» выиграл свой первый чемпионский титул, опередив на семь очков ближайшего соперника — «Астон Виллу». В том сезоне команда забила 127 голов в 42 матчах лиги, что по сей день остаётся рекордом в клубной истории. Впрочем, игравшая тогда в сверхатакующий футбол «Вилла» обошла этот выдающийся результат на один гол. Суперкубок 1931 года был выигран «Арсеналом» благодаря единственному голу Бастина в ворота «Вест Бромвича». В сезоне 1931/32 «Арсенал» стал в лиге вторым, уступив два очка «Эвертону», в котором блистал Дикси Дин, и вышел в финал кубка, где уступил «Ньюкаслу» 1:2 — на гол Боба Джона дублем ответил форвард соперника Джек Аллен.
В сезоне 1932/33 «Арсенал» потерпел громкую неудачу в кубке — после того, как пять игроков основного состава заболели гриппом и не могли играть, полурезервный состав команды уступил клубу Третьего северного дивизиона, «Уолсоллу», со счётом 0:2, и это стало сенсацией. Разгневанный Чепмен в течение двух недель продал двух игроков, на которых возложил основную вину за поражение — Томми Блэка и Чарли Уэлша. В лиге же в том сезоне клуб выступал отлично, в итоге выиграв первенство и забив в нём 118 мячей, в решающем матче соперник по борьбе за титул, «Астон Вилла», был разгромлен со счётом 5:0. В мае 1933 года Чепмена пригласили поработать со сборной Англии, отправившейся играть на континент; выбор состава был произведён без его участия людьми из Футбольной ассоциации, а выбор тактики и отдача установок команде производились им. Под его руководством команда провела две игры, сведя вничью 1:1 матч с итальянцами (через год те станут чемпионами мира) и разгромив со счётом 4:0 швейцарцев.
Чепмен отмечал, что команда стареет, а резервы ненадёжны, и говорил директору клуба Джорджу Эллисону: «Эта команда отыграла своё, мистер Эллисон, мы должны выстроить команду заново». Чепмен начал процесс «выстраивания», приобретя таких игроков, как Рэй Боуден, Пэт Бисли и Джимми Данн, и переведя юного левого хавбека Джорджа Мейла на правый фланг обороны, где он впоследствии блестяще выступал. В конце лета Чепмен завоевал свой четвёртый и последний суперкубок, «Арсенал» переиграл «Эвертон» со счётом 3:0, два гола забил Ральф Бёркетт, один — Боуден. Дожить до конца сезона 1933/34 Чепмену не было суждено. Матч «Арсенал» — «Бирмингем Сити» (0:0), прошедший 30 декабря 1933 года, стал последним в жизни тренера Чепмена. После той игры «Арсенал» шёл в таблице первенства первым с 4-очковым отрывом.

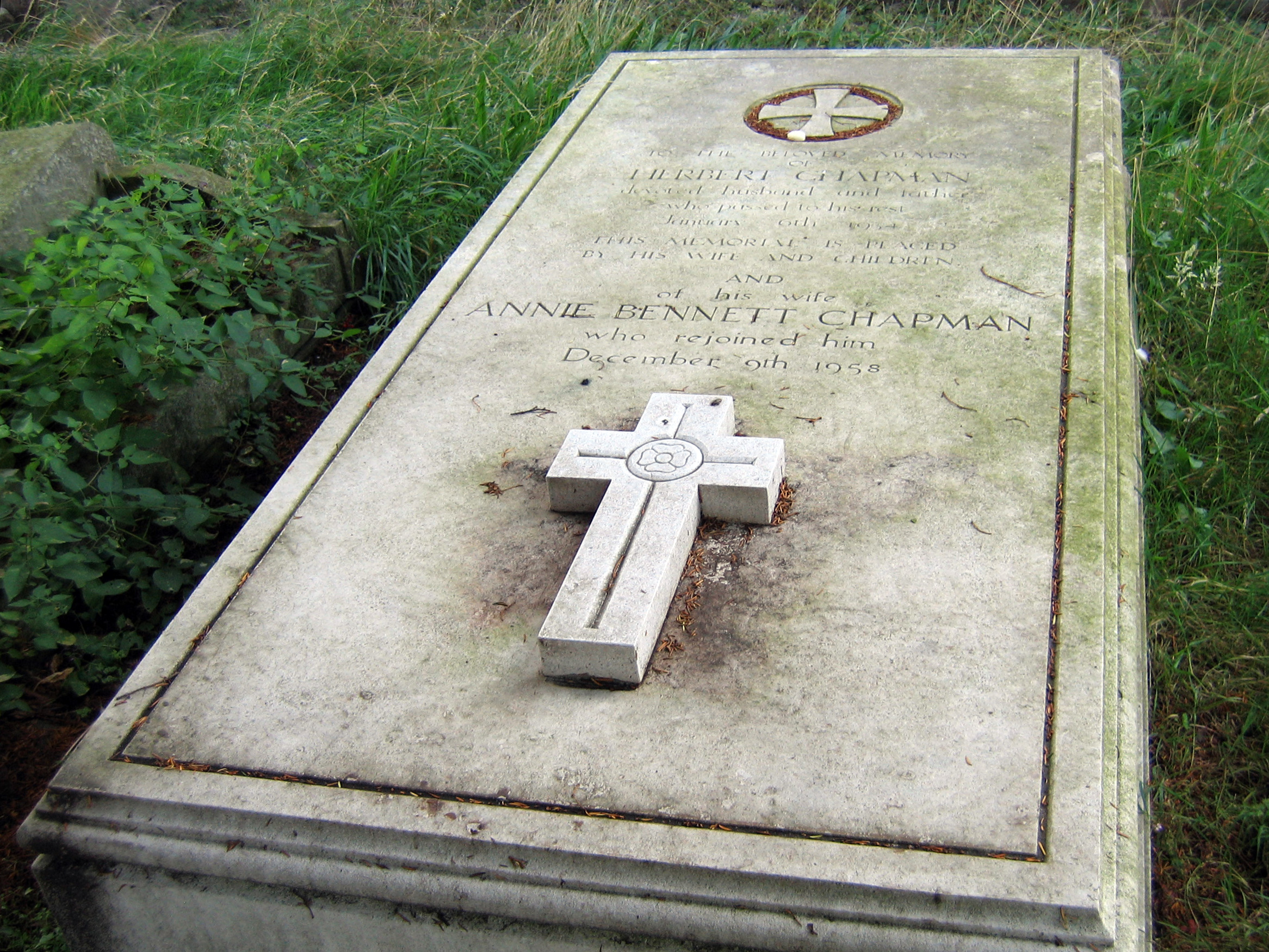
Могила Герберта Чепмена и его жены Анни в Хендоне, около церкви Святой Марии.

Чепмен, проживавший тогда в лондонском пригороде Хендон, отпраздновал Новый год в Лондоне, после чего поехал на север, посетив с разведывательной целью матч «Бери» и «Ноттс Каунти». На следующий день он приехал в родной Йоркшир просматривать «Шеффилд Уэнсдей», следующего оппонента «Арсенала», после чего переночевал в родном доме в Кивитон-Парке. Он вернулся в Лондон простуженный, однако ещё имел достаточно сил, чтобы посетить матч третьей команды «Арсенала» против «Гилдфорд Сити». Вскоре после этого состояние здоровья Герберта резко ухудшилось, началась пневмония, жизнь быстро покидала его. В первые часы 6 января 1934 года Герберт Чепмен скончался в своём доме в Хендоне. Четырьмя днями позже он был похоронен около церкви Святой Марии в Хендоне (Hendon St Mary Parish Church). Его вдова, Анни, пережила мужа на 24 года. У них было четверо детей — сыновья Кен и Брюс и дочери Молли и Джойс. Кен играл в регби за клуб «Арлекинс», затем был президентом Регбийного союза Англии.

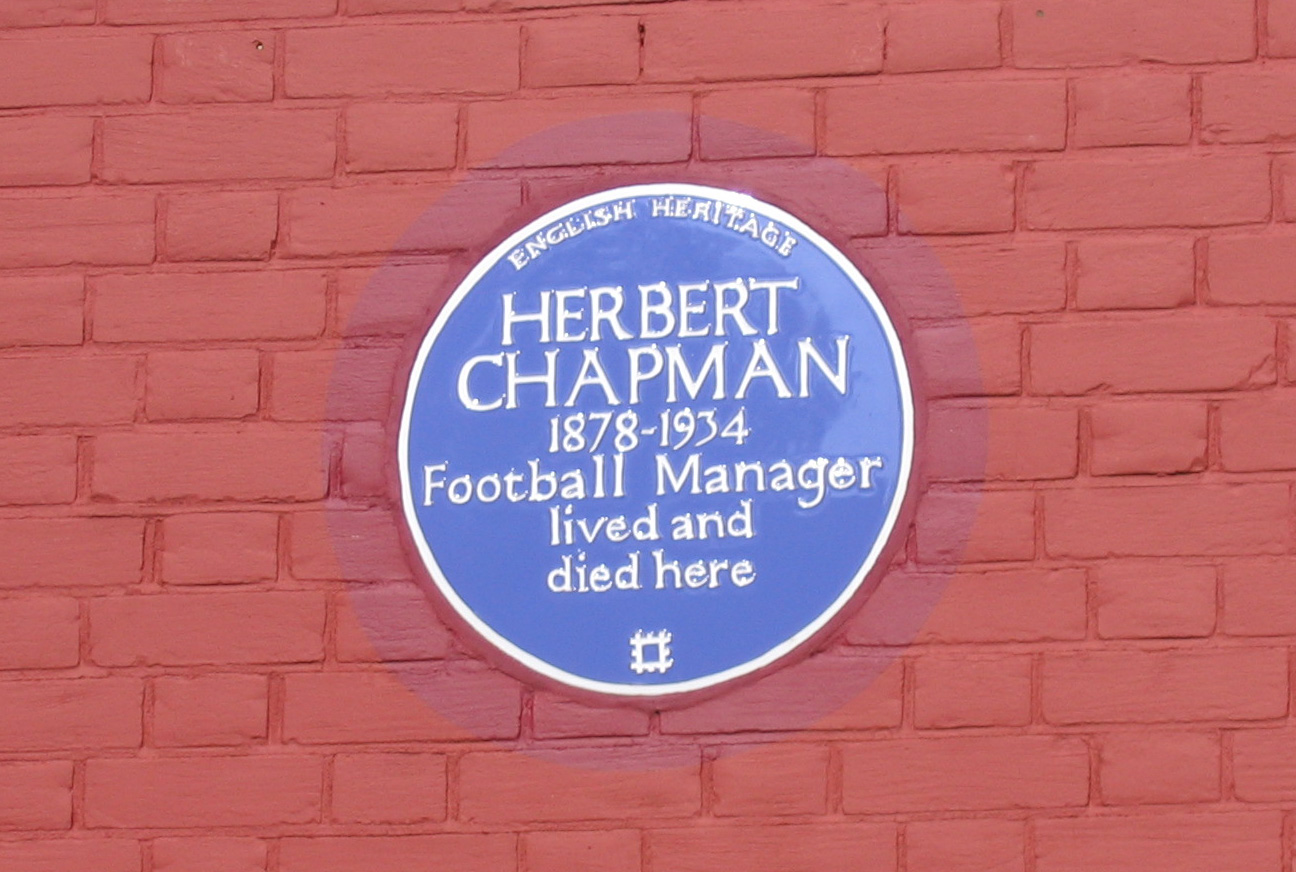
Мемориальная табличка на доме в Хендоне, где жил и умер Герберт Чепмен.

После его смерти остаток сезона 1933/34 «Арсенал» возглавлял Джо Шоу, а затем на 13 лет пост главного тренера клуба занял Джордж Эллисон. Сезоны 1933/34 и 1934/35 завершились победой «Арсенала» в чемпионате, помимо этого на протяжении 30-х гг. клуб выиграл ещё по разу чемпионат и кубок и дважды — суперкубок, в чём была и заслуга Чепмена.

## Заслуги Чепмена
Чепмен был одним из первых футбольных тренеров в нынешнем понимании этого слова, осуществляя полное управление командой. Помимо тактических новшеств, Чепмен был сторонником строгого тренировочного режима и использовал услуги физиотерапевтов и массажистов. Он проводил еженедельные командные собрания, на которых обсуждалась игра и её тактика. Чепмен регулярно писал о футболе в газете Sunday Express, и после его смерти был издан сборник его статей под заглавием «Герберт Чепмен о футболе» (Herbert Chapman on Football).
Чепмен следил за развитием футбола в континентальной Европе. Одним из его друзей был тренер сборной Австрии, именуемой в те годы «Вундертим» («Чудо-команда»), Хуго Майсль. Чепмен выдвигал идею проведения клубного турнира между командами различных западноевропейских стран за много лет до того, как подобный турнир был учреждён, и регулярно устраивал встречи своих команд с командами с континента. Ещё в 1909 году Чепмен возил «Нортгемптон Таун» в Германию играть с «Нюрнбергом»; позднее он устраивал матчи между руководимым им «Хаддерсфилдом» и «Ред Стар» (Париж), между руководимым им «Арсеналом» и парижским «Расингом». Он был одним из первых тренеров, проявивших интерес к темнокожим и иностранным игрокам: в 1911 году он приобрёл в «Нортгемптон» Уолтера Тулла, одного из первых темнокожих профессиональных футболистов; в 1930 году он пытался пригласить в «Арсенал» австрийского голкипера Рудольфа Хидена, однако после протестов со стороны Футбольной лиги и профсоюза игроков Министерство труда Великобритании запретило это делать. Голландского вратаря Герарда Кейзера ему приобрести удалось, и Кейзер стал первым голландцем, игравшим в английской лиге, однако закрепиться в составе «Арсенала» этот вратарь не сумел.
После того, как Чепмен вместе с Хуго Майслем в 1930 году посетил матч в Бельгии, проходивший поздним вечером, он стал сторонником использования искусственного освещения на матчах, проводимых в тёмное время суток. В 1932 году по его распоряжению было установлено освещение на домашней арене «Арсенала», «Хайбери», однако оно использовалось только на вечерних тренировках — Футбольная лига не дала разрешения на его использование в официальных матчах, разрешение было дано лишь в 50-е годы. Во времена Чепмена проводились масштабные работы на «Хайбери», были построены Восточная и Западная трибуны; при нём установлены часы в южной части стадиона, благодаря чему эта часть арены получила название «The Clock End». Чепмен добился переименования станции метро «Гиллеспи Роуд» в «Арсенал». Также он разработал оформление табло и турникетов «Хайбери».
Заслугой Чемпена является и введение таких новшеств, как белые мячи и футболки с номерами. Он изменил форму «Арсенала» — если ранее футболка была полностью красной, то Чепмен сделал рукава белыми. Традиции совместного выхода команд на финальный матч Кубка Англии также положил начало он.

## Увековечение памяти
В 2003 году Чепмен был включён в Зал славы английского футбола. В 2004 году, в 70-ю годовщину смерти Чепмена, газета The Sunday Times назвала его величайшим тренером в истории Британии по результатам опроса. В 2005 году организация English Heritage установила на доме в Хендоне, где жил и умер Чепмен, мемориальную табличку, он стал первым футболистом, удостоившимся этой чести.
Как дань памяти Чепмену в холле стадиона «Хайбери» находился его бронзовый бюст работы скульптора Джейкоба Эпштейна. В настоящее время на новом стадионе «Арсенала», «Эмирейтс», размещена копия этого бюста.
Ещё одна копия была подарена «Арсеналом» «Хаддерсфилду» в 2008 году в честь столетия последнего. Также в рамках празднования столетия «Хаддерсифлда» был разыгран Трофей Герберта Чепмена (Herbert Chapman Trophy), турнир, состоявший из одного матча, в котором «Хаддерсфилд» уступил «Арсеналу», выставившему молодёжный состав, со счётом 1:2.

## Достижения

### Как играющий тренер
«Нортгемптон Таун»
- Чемпион Южной лиги: 1908/09

### Как тренер
«Хаддерсфилд Таун»
- Чемпион Англии: 1923/24, 1924/25
- Обладатель Кубка Англии: 1921/22
- Обладатель Суперкубка Англии: 1922

«Арсенал»
- Чемпион Англии: 1930/31, 1932/33
- Второе место в Первом дивизионе: 1925/26, 1931/32
- Обладатель Кубка Англии: 1929/30
- Финалист Кубка Англии: 1926/27, 1931/32
- Обладатель Суперкубка Англии: 1930, 1931, 1933

Личные
- Включён в рейтинги лучших тренеров в истории футбола:
  - 9-е место (World Soccer)[60][61],
  - 24-е место (France Football)[62][63][64]